# Morphacris
Morphacris is een geslacht van rechtvleugeligen uit de familie veldsprinkhanen (Acrididae). De wetenschappelijke naam van dit geslacht is voor het eerst geldig gepubliceerd in 1870 door Walker.

## Soorten
Het geslacht Morphacris omvat de volgende soorten:
- Morphacris citrina Kirby, 1910
- Morphacris fasciata Thunberg, 1815
- Morphacris venusta Fieber, 1853